# شهرستان بلوفسکی (کمروو)
شهرستان بلوفسکی (به لاتین: Belovsky District) یک شهرستان در روسیه است که در استان کمروو واقع شده‌است.